# 比洛烏西夫卡 (沃茲涅先斯克區)
47°25′10″N 31°31′53″E / 47.41944°N 31.53139°E
比洛烏西夫卡（烏克蘭語：Білоусівка）是位於烏克蘭南部尼古拉耶夫州裏沃茲涅先斯克區的村莊，始建於1746年，面積3.43平方公里，海拔高度47米，2001年人口1,274，人口密度每平方公里371.4人。